# Gouvernement Benflis II
République algérienne
Benflis I Benflis III
Le gouvernement d'Ali Benflis II était le gouvernement algérien en fonction du 31 mai 2001 au  17 juin 2002.

## Composition
| Portefeuille | Ministre                   |
| --- | -------------------------- |
| Chef du gouvernement | Ali Benflis                |
| Ministre d'État, Ministre de la Justice | Ahmed Ouyahia              |
| Ministre d'État, Ministre de l'Intérieur et des Collectivités locales                                                                      | Noureddine Yazid Zerhouni  |
| Ministre d'État, Ministre des Affaires étrangères                                                                                          | Abdelaziz Belkhadem        |
| Ministre des Finances | Mourad Medelci             |
| Ministre des Transports | Salim Saadi                |
| Ministre du Commerce | Abdelhamid Temmar          |
| Ministre de la Participation et de la Coordination des Réformes                                                                            | Noureddine Boukrouh        |
| Ministre de l'Énergie et des Mines | Chakib Khelil              |
| Ministre des Affaires religieuses et des Wakfs                                                                                             | Bouabdellah Ghlamallah     |
| Ministre des Moudjahidine | Mohamed Cherif Abbas       |
| Ministre de l'Aménagement du territoire et de l'Environnement                                                                              | Cherif Rahmani             |
| Ministre des Travaux publics | Abdelmalek Sellal          |
| Ministre de l'Éducation nationale | Aboubakr Benbouzid         |
| Ministre de l'Enseignement supérieur et de la Recherche scientifique                                                                       | Amar Sakhri                |
| Ministre des Postes et Télécommunications                                                                                                  | Mohamed Maghlaoui          |
| Ministre de la Formation professionnelle                                                                                                   | Karim Younes               |
| Ministre de l'Agriculture | Saïd Barkat                |
| Ministre de l'Action sociale et de la Solidarité nationale                                                                                 | Djamel Ould Abbes          |
| Ministre de l'Industrie et de la Restructuration                                                                                           | Abdelmadjid Menasra        |
| Ministre du Travail, de la Protection sociale                                                                                              | Mohamed Larbi Abdelmoumene |
| Ministre de l'Habitat et de l'Urbanisme | Abdelmadjid Tebboune       |
| Ministre chargé des Relations avec le Parlement                                                                                            | Abdelouahab Derbal         |
| Ministre du Tourisme et de l'Artisanat | Lakhdar Dorbani            |
| Ministre de la Pêche et des Ressources halieutiques                                                                                        | Amar Ghoul                 |
| Ministre des Ressources en eau | Aïssa Abdellaoui           |
| Ministre de la Santé et de la Population                                                                                                   | Abdelhamid Aberkane        |
| Ministre de la Communication et de la Culture                                                                                              | Mohamed Abbou              |
| Ministre de la Petite et Moyenne entreprise et de la Petite et Moyenne industrie                                                           | Abdelkader Semari          |
| Ministre de la Jeunesse et des Sports | Abdelhamid Berchiche       |
| Ministres délégués |                            |
| Ministre délégué auprès du Ministre de l'Enseignement supérieur, chargé de la Recherche scientifique                                       | Mohamed Ali Boughazi       |
| Ministre délégué auprès du Ministre des Affaires étrangères                                                                                | Ahmed Amine Kherbi         |
| Ministre délégué auprès du Ministre des Affaires étrangères, chargé de la Communauté nationale à l'étranger et de la Coopération régionale | Abdelaziz Ziari            |
| Ministre délégué auprès du Ministre des Affaires étrangères, chargé des Affaires africaines                                                | Abdelkader Messahel        |
| Ministre délégué auprès du Ministre de l'Intérieur, chargé des Collectivités locales                                                       | Dahou Ould Kablia          |
| Ministre délégué auprès du Ministre des Finances, chargé du Trésor et de la Réforme financière                                             | Abdelouahab Keramane       |
| Ministre délégué auprès du Ministre des Finances, chargé du Budget                                                                         | Mohamed Terbeche           |